# 인단백체학
인단백체학(燐蛋白體學) 또는 인산단백체학(燐酸蛋白體學) 또는 인단백질체학(燐蛋白質體學) 또는 포스포프로테오믹스(영어: phosphoproteomics)는 번역 후 변형으로 인산기를 포함하게 된 단백질들을 식별, 분류 및 특징을 짓는 단백체학의 한 분야이다. 인산화는 단백질의 기능, 복잡한 형성, 단백질의 분해 및 세포 신호전달 네트워크를 조절하는 핵심적인 가역적 변형이다. 이러한 변형의 결과로, 모든 단백질의 30%~60%는 인산화될 수 있으며, 인산화가 여러 번 일어날 수도 있다. 많은 데이터들의 통계적 추정치를 바탕으로 사람에는 230,000개, 쥐에는 156,000개, 효모에는 40,000개의 인산화 부위가 존재해야 한다.
발현 분석과 비교하여, 인단백체학은 두 가지 추가적인 정보들을 제공한다. 첫째, 인산화 상태의 변화가 거의 항상 단백질의 활성의 변화를 반영하기 때문에 어떤 단백질 또는 어떤 대사경로가 활성화될 수 있는지에 대한 단서를 제공한다. 둘째, 키네이스 저해제인 글리벡과 같은 잠재적인 약물의 표적이 될 수 있는 단백질을 선별하는데 도움을 줄 수 있다. 인단백체학은 인단백질들의 수와 종류에 지식을 크게 확장시켜 줄 것이지만, 가장 기대되는 것은 인산화에 기반한 신호전달의 전체 네트워크의 신속한 분석이 될 것이다.

## 같이 보기
- 인단백질
- 단백체학
- 당단백체학